# 多姆西叙勒沃
多姆西叙勒沃（法語：Domecy-sur-le-Vault，法語發音：[dɔmsi syʁ lə vo]，意为“沃上方的多姆西”）是法国勃艮第-弗朗什-孔泰大区约讷省的一个市镇，属于阿瓦隆区。

## 地名
与通常在法语地名中表示“在……河畔”之意的“sur”不同，该地名Domecy-sur-le-Vault中的“sur”意为“在……上方”，表示名为多姆西（Domecy）的该地与沃（Vault）的位置关系，并以“沃上方的多姆西”之名区分其他的“多姆西”，且事实上在该地附近也并无“沃河”存在。

## 地理
多姆西叙勒沃（47°29'28"N, 3°48'34"E）面积6.21 平方千米，位于法国勃艮第-弗朗什-孔泰大區约讷省，该省份为法国中北部内陆省份，西接卢瓦雷省，西北接塞纳-马恩省，南至涅夫勒省，东临科多尔省，东北与奥布省接壤。
与多姆西叙勒沃接壤的市镇（或旧市镇、城区）包括：沃德吕尼、塔鲁瓦索、阿斯坎、日夫里、伊斯朗、圣佩尔。
多姆西叙勒沃的时区为UTC+01:00、UTC+02:00（夏令时）。

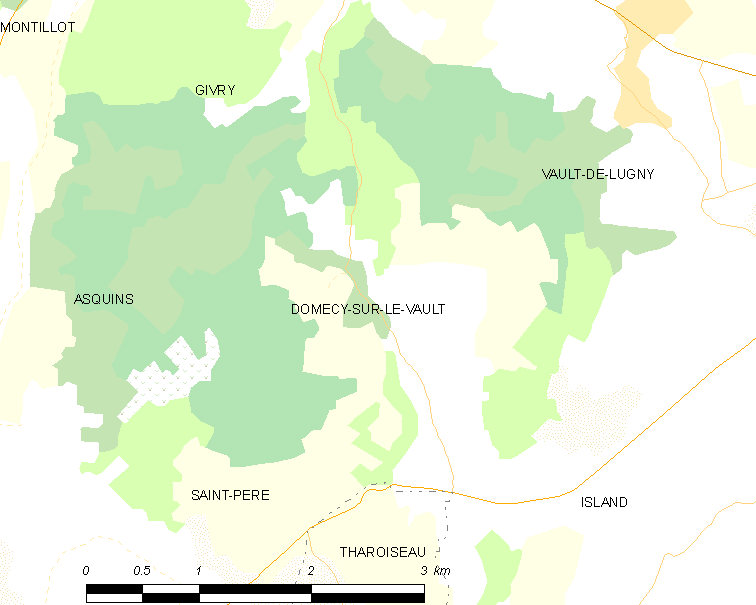
多姆西叙勒沃的OSM定位图

## 行政
多姆西叙勒沃的邮政编码为89200，INSEE市镇编码为89146。

## 政治
多姆西叙勒沃所属的省级选区为阿瓦隆县。

## 人口

1962-2008年间多姆西叙勒沃人口变化图示

多姆西叙勒沃于2022年1月1日时的人口数量为85人。